# Det grevelige Dannemandske Forlods
Det grevelige Dannemandske Forlods var et dansk lensgrevskab oprettet 1840 for Frederik Wilhelm Dannemand. Det ophørte 1857 og blev omdannet til den Dannemandske Stiftelse.
"Forlods" i navnet er en hentydning til at en ikke ubetydelig del af den i grevskabet bundne formue bestod af rede penge snarere end jord – altså penge, der var reserveret til køb af jord, således at grevskabet kunne opnå minimumsstørrelsen på 2500 tdr. hartkorn.
|  | Denne artikel kan blive bedre, hvis der indsættes geografiske koordinater Denne artikel omhandler et emne, som har en geografisk lokation. Du kan hjælpe ved at indsætte koordinater i wikidata. |